# 克里特岛
克里特岛（羅馬化：Kriti / Crete，羅馬化：Krḗtē；聖書體：𓎡𓆑𓍘𓅱𓈉，轉寫：keftiu），舊譯，聖經中又稱迦斐托（轉寫：caphtor），位于地中海北部，是希臘第一大岛，地中海第五大島，東西長244公里，最寬處56公里，总面积8,300平方公里。行政上属于克里特大区，中部為高山，最高峰海拔為2740公尺，南部山勢陡峻，特別是西南部，全為峭壁，難以開闢公路，北部較平緩，居民多集中北岸。島上主要為地中海氣候。
克里特島擁有漫長的文明史，是希臘乃至西方文明的源頭。古時林木茂盛，農產豐富，人民善於航海和貿易，據荷馬史詩所記說，「在深紅葡萄酒色的海中，是一片美麗，富庶的土地，四面環水，島上的人多得數不清，城市有九十個」。島嶼地處埃及、希臘、意大利及腓尼基之間，自古為戰略要衝和貿易重鎮，島上有米諾斯王宮等遺跡。

## 歷史

### 米诺斯时期
克里特是最古老的欧洲文明「米诺斯文明」的中心。这种文明的起源几乎無人了解。该文明留下的文字记录并不多，而且它们使用的是一种称作“线性文字A”的文字，如今的人们已經无法解读。不过，该文明留下了大量精美的宫殿、房屋、道路、绘画以及雕塑。尽管早期克里特历史只留在荷马史诗之类的神话故事中（如米诺斯、忒修斯、阿里阿德涅、弥诺陶洛斯、代达洛斯和伊卡洛斯的神话故事），史学家和诗人似乎传达给我们了人类在克里特岛上定居的悠久历史。最早的定居点可追溯到无陶新石器时代，人们养殖牛、羊、猪、狗等动物，并种植谷物、豆角等作物。
公元前1450年左右，克里特岛的宫殿遭到人为破坏，可能是由于巴尔干半岛希腊人（多利安人）的入侵。从这时起希腊人成了克里特岛的主宰，并逐渐与当地原有居民融合，克里特文明亦随之结束。

### 罗马时期
在罗马共和国时期，克里特因被罗马人怀疑暗中加入米特里達梯六世的阵营而卷入米特里達梯戰爭。罗马人派出马克·安东尼·克里提库斯于公元前71年攻打克里特却被击败，接着，昆图斯·卡埃基利乌斯·梅特鲁斯·克雷提库斯率领3个军团的兵力，经过3年苦战，才在公元前69年征服了克里特，梅特鲁斯本人还获得了“克里提库斯”（克里特的）的称号。之后，格尔蒂成为一个包括昔兰尼加的克里特省的首府。

### 拜占廷—鄂圖曼时期
这段时期是克里特的动荡时期。克里特很长一段时间都是东罗马帝国（拜占廷）的属地，维持着安宁以及依然落后的文明，直到公元824年落入阿拉伯人之手，成为独立的埃米尔国。960年，尼基福鲁斯·福卡斯让拜占廷重新接管了克里特。
1204年，當時正值第四次十字军东征期间，君士坦丁堡沦陷，拜占庭帝国被瓜分后，克里特就归属威尼斯。在威尼斯人统治下，克里特的希腊人被文艺复兴的气氛熏陶着。到了1669年，奥斯曼帝国击败威尼斯占据了克里特島。

### 现代：作為希腊一部分
众多克里特人参加了开始于1821年的希腊独立战争。这场基督徒组织的暴动遭到了奥斯曼政权的激烈对抗，战争中处死了一些身为暴动头目的主教。1821—1828年间，该岛都是战争的中心。现在估算当时约有45%的岛民是穆斯林，其中又有一些是皈依基督教的秘密基督徒。许多人因动乱而逃离该岛。到了1900年，只有11%的岛民仍为穆斯林。他们常被称做“土耳其人”，即使他们之间语言、文化甚至祖先都不相同。这些剩下的穆斯林在1924年的希腊土耳其人口互换事件中被迫离开。
在二战时期，克里特岛在1941年5月希臘陷落后的克里特島战役中成为关键。納粹德国德意志國防軍伞兵部队空降獵兵夺取了英联邦伯纳德·弗賴伯格少将对岛的控制权，也夺走了地中海东部和爱琴海的制海权，之後空降獵兵部隊在指揮官司徒登的命令下，在克里特島犯下多起針對盟軍戰俘以及當地平民的暴行。1945年德國投降後，克里特島上的德軍對英軍投降，克里特島重新由希臘統治。
在克里特島戰役期間，納粹德国伞兵部队空降獵兵的指揮官司徒登曾下令處決阿力基亞諾斯村民眾；而在克里特島戰役後，1941年6月2日空降獵兵在司徒登的命令下，在克里特島的孔多馬里村屠殺了至少23名村民，史稱孔多馬里村屠殺，一些史料認為多達60名村民遭到空降獵兵屠戮。屠殺孔多馬里村後的第二天，空降獵兵又在指揮官司徒登的命令下屠殺並毀滅了坎達諾斯村。據估計有約180名平民死於毀滅坎達諾斯村的行動中，其中包括婦女及兒童，同時坎達諾斯村的所有家畜也都遭到空降獵兵的屠殺。

## 行政區划

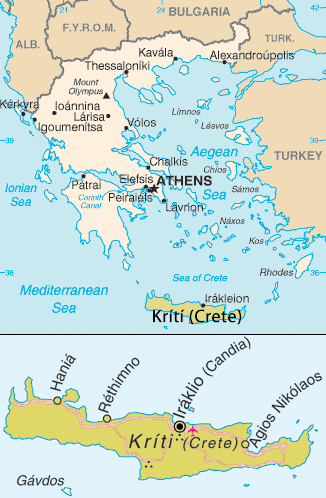
希臘和克里特地圖

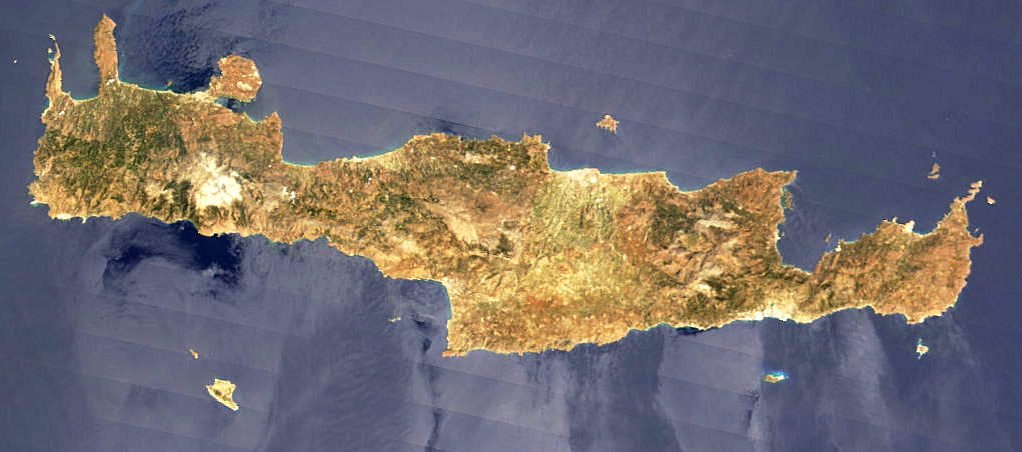
克里特島衛星照片 (NASA)

克里特岛及其附近的小岛在行政上组成为克里特大区（Περιφέρεια Κρήτης），为希腊的13个大区之一，设立于1987年的行政区划改革中。在2010年卡利克拉提斯方案中，大区的权力和职责完全重新定义并扩大。克里特大区划分为4个专区（对应于原州份）。这4个专区从西到东分别为：哈尼亚专区、雷西姆农专区、伊拉克利翁专区和拉西锡专区。这些专区再下分为24个市镇。克里特大区的首府为伊拉克利翁。

## 历史人物
- 希臘神話中的米诺斯。
- 埃庇米尼得斯，古希臘哲學家。活躍時間為西元前6世紀，提出說謊者悖論即“所有克里特人都是说谎者。”
- 「那個希臘人」畫家格雷考
- 希臘最卓越的政治家埃莱夫塞里奥斯·韦尼泽洛斯（1864年–1936年）
- 希臘作曲家狄奧多拉奇斯
- 希臘作家卡桑扎契斯（Νίκος Καζαντζάκης）
- 總理米索塔基斯（Κωνσταντίνος Μητσοτάκης）

## 旅遊業
- 克诺索斯
- 斐斯托斯
- 伊拉克利翁考古学博物馆

## 外部連結
- 克里特大区官方网站 （希臘語）